# Lengyelország a 2004. évi nyári olimpiai játékokon
Lengyelország a görögországi Athénban megrendezett 2004. évi nyári olimpiai játékok egyik részt vevő nemzete volt. Az országot az olimpián 21 sportágban 194 sportoló képviselte, akik összesen 10 érmet szereztek.

## Érmesek
| Érem  | Versenyző                        | Sportág    | Versenyszám                    |
| ----- | -------------------------------- | ---------- | ------------------------------ |
| Arany | Robert Korzeniowski              | Atlétika   | Férfi 50 km gyaloglás          |
| Arany | Tomasz Kucharski Robert Sycz     | Evezés     | Férfi könnyűsúlyú kétpárevezős |
| Arany | Otylia Jędrzejczak               | Úszás      | Női 200 m pillangó             |
| Ezüst | Otylia Jędrzejczak               | Úszás      | Női 400 m gyors                |
| Ezüst | Otylia Jędrzejczak               | Úszás      | Női 100 m pillangó             |
| Bronz | Anna Rogowska                    | Atlétika   | Női rúdugrás                   |
| Bronz | Aneta Konieczna Beata Sokołowska | Kajak-kenu | Női kajak kettes 500 m         |
| Bronz | Agata Wróbel                     | Súlyemelés | Női +75 kg                     |
| Bronz | Mateusz Kusznierewicz            | Vitorlázás | Férfi finn dingi               |
| Bronz | Sylwia Gruchała                  | Vívás      | Női tőr, egyéni                |

## Asztalitenisz
Férfi
| Versenyző                           | Versenyszám | 64-es főtábla                               | 48-as főtábla                                              | 32-es főtábla                                                    | Nyolcaddöntő                                                                            | Negyeddöntő                                                    | Elődöntő          | Döntő             | Helyezés |
| Versenyző                           | Versenyszám | Ellenfél Eredmény                           | Ellenfél Eredmény                                          | Ellenfél Eredmény                                                | Ellenfél Eredmény                                                                       | Ellenfél Eredmény                                              | Ellenfél Eredmény | Ellenfél Eredmény | Helyezés |
| ----------------------------------- | ----------- | ------------------------------------------- | ---------------------------------------------------------- | ---------------------------------------------------------------- | --------------------------------------------------------------------------------------- | -------------------------------------------------------------- | ----------------- | ----------------- | -------- |
| Lucjan Błaszczyk                    | Egyes       |                                             | Zhiwen He (ESP) · 11-5, 10-12, 11-2, 8-11, 7-11, 11-6,11-9 | Uladzimir Szamszonav (BLR) · 5-11, 11-5, 10-12, 11-8, 4-11, 9-11 | kiesett                                                                                 | kiesett                                                        | kiesett           | kiesett           | 17.      |
| Tomasz Krzeszewski                  | Egyes       | Hugo Hoyama (BRA) · 12-10, 11-4, 11-4, 11-8 | Jörg Roßkopf (GER) · 11-6, 8-11, 7-11, 15-17, 11-13        | kiesett                                                          | kiesett                                                                                 | kiesett                                                        | kiesett           | kiesett           | 33.      |
| Lucjan Błaszczyk Tomasz Krzeszewski | Páros       |                                             |                                                            |                                                                  | Tajvan (TPE) · Chiang Peng-Lung · Chuan Chih-Yuan · 7-11, 12-10, 8-11, 11-7, 11-7, 11-5 | Kína (CHN) · Csen Csi · Ma Lin · 11-8, 6-11, 6-11, 10-12, 7-11 | kiesett           | kiesett           | 5.       |

## Atlétika
Férfi
| Versenyző                                                         | Versenyszám     | Előfutam | Előfutam | Előfutam | Negyeddöntő   | Negyeddöntő   | Negyeddöntő   | Elődöntő | Elődöntő | Elődöntő | Döntő   | Döntő    |
| Versenyző                                                         | Versenyszám     | Idő      | Hely.    | Össz.    | Idő           | Hely.         | Össz.         | Idő      | Hely.    | Össz.    | Idő     | Helyezés |
| ----------------------------------------------------------------- | --------------- | -------- | -------- | -------- | ------------- | ------------- | ------------- | -------- | -------- | -------- | ------- | -------- |
| Łukasz Chyła                                                      | 100 m           | 10,35    | 2.       | 36.*     | 10,23         | 4.            | 20.           | kiesett  | kiesett  | kiesett  | kiesett | kiesett  |
| Marcin Jędrusiński                                                | 200 m           | 20,63    | 1.       | 17.      | 20,55         | 3.            | 14.           | 20,81    | 7.       | 14.      | kiesett | kiesett  |
| Marcin Urbaś                                                      | 200 m           | 20,71    | 3.       | 23.*     | nem ért célba | nem ért célba | nem ért célba | kiesett  | kiesett  | kiesett  | kiesett | kiesett  |
| Piotr Klimczak                                                    | 400 m           | 46,23    | 4.       | 34.      |               |               |               | kiesett  | kiesett  | kiesett  | kiesett | kiesett  |
| Marek Plawgo                                                      | 400 m gát       | 48,67    | 3.       | 6.       |               |               |               | 48,16    | 2.       | 3.       | 49,00   | 6.       |
| Jakub Czaja                                                       | 3000 m akadály  | 8:56,24  | 13.      | 38.      |               |               |               |          |          |          | kiesett | kiesett  |
| Radosław Popławski                                                | 3000 m akadály  | 8:22,16  | 7.       | 12.      |               |               |               |          |          |          | 8:17,32 | 12.      |
| Jan Zakrzewski                                                    | 3000 m akadály  | 8:23,72  | 6.       | 13.      |               |               |               |          |          |          | kiesett | kiesett  |
| Michał Bartoszak                                                  | Maraton         |          |          |          |               |               |               |          |          |          | 2:20:20 | 37.      |
| Waldemar Glinka                                                   | Maraton         |          |          |          |               |               |               |          |          |          | 2:19:43 | 34.      |
| Beniamin Kuciński                                                 | 20 km gyaloglás |          |          |          |               |               |               |          |          |          | 1:23:08 | 12.      |
| Robert Korzeniowski                                               | 50 km gyaloglás |          |          |          |               |               |               |          |          |          | 3:38:46 |          |
| Roman Magdziarczyk                                                | 50 km gyaloglás |          |          |          |               |               |               |          |          |          | 3:48:11 | 6.       |
| Grzegorz Sudoł                                                    | 50 km gyaloglás |          |          |          |               |               |               |          |          |          | 3:49:09 | 7.       |
| Zbigniew Tulin Łukasz Chyła Marcin Jędrusiński Marcin Urbaś       | 4 × 100 m váltó | 38,47    | 2.       | 3.       |               |               |               |          |          |          | 38,54   | 5.       |
| Piotr Rysiukiewicz Piotr Klimczak Marcin Marciniszyn Marek Plawgo | 4 × 400 m váltó | 3:03,69  | 5.       | 10.      |               |               |               |          |          |          | kiesett | kiesett  |

| Versenyző         | Versenyszám   | Selejtező | Selejtező | Döntő    | Döntő    |
| Versenyző         | Versenyszám   | Eredmény  | Helyezés  | Eredmény | Helyezés |
| ----------------- | ------------- | --------- | --------- | -------- | -------- |
| Grzegorz Sposób   | Magasugrás    | 220 cm    | 20.**     | kiesett  | kiesett  |
| Robert Wolski     | Magasugrás    | 220 cm    | 26.**     | kiesett  | kiesett  |
| Adam Kolasa       | Rúdugrás      | 530 cm    | 31.*      | kiesett  | kiesett  |
| Tomasz Majewski   | Súlylökés     | 19,55 m   | 18.       | kiesett  | kiesett  |
| Szymon Ziółkowski | Kalapácsvetés | 76,17 m   | 13.       | kiesett  | kiesett  |

Női
| Versenyző                                                       | Versenyszám     | Előfutam | Előfutam | Előfutam | Negyeddöntő | Negyeddöntő | Negyeddöntő | Elődöntő | Elődöntő | Elődöntő | Döntő         | Döntő         |
| Versenyző                                                       | Versenyszám     | Idő      | Hely.    | Össz.    | Idő         | Hely.       | Össz.       | Idő      | Hely.    | Össz.    | Idő           | Helyezés      |
| --------------------------------------------------------------- | --------------- | -------- | -------- | -------- | ----------- | ----------- | ----------- | -------- | -------- | -------- | ------------- | ------------- |
| Anna Pacholak                                                   | 200 m           | 23,00    | 6.       | 19.*     | 23,35       | 6.          | 25.         | kiesett  | kiesett  | kiesett  | kiesett       | kiesett       |
| Grażyna Prokopek                                                | 400 m           | 51,29    | 3.       | 14.*     |             |             |             | 51,96    | 8.       | 21.      | kiesett       | kiesett       |
| Lidia Chojecka                                                  | 1500 m          | 4:06,13  | 6.       | 8.       |             |             |             | 4:04,83  | 3.       | 3.       | 3:59,27       | 6.            |
| Anna Jakubczak                                                  | 1500 m          | 4:06,37  | 4.       | 11.      |             |             |             | 4:06,77  | 2.       | 9.       | 4:00,15       | 7.            |
| Wioletta Janowska                                               | 1500 m          | 4:06,91  | 3.       | 18.      |             |             |             | 4:11,41  | 11.      | 23.      | kiesett       | kiesett       |
| Aurelia Trywiańska                                              | 100 m gát       | 13,01    | 3.       | 16.*     |             |             |             | kiesett  | kiesett  | kiesett  | kiesett       | kiesett       |
| Małgorzata Pskit                                                | 400 m gát       | 54,75    | 1.       | 7.       |             |             |             | 55,24    | 6.       | 13.      | kiesett       | kiesett       |
| Anna Olichwierczuk                                              | 400 m gát       | 56,03    | 4.       | 21.      |             |             |             | kiesett  | kiesett  | kiesett  | kiesett       | kiesett       |
| Monika Drybulska                                                | Maraton         |          |          |          |             |             |             |          |          |          | nem ért célba | nem ért célba |
| Małgorzata Sobańska                                             | Maraton         |          |          |          |             |             |             |          |          |          | 2:36:43       | 17.           |
| Grażyna Syrek                                                   | Maraton         |          |          |          |             |             |             |          |          |          | 2:47:26       | 41.           |
| Sylwia Korzeniowska                                             | 20 km gyaloglás |          |          |          |             |             |             |          |          |          | 1:33:06       | 21.           |
| Zuzanna Radecka Monika Bejnar Małgorzata Pskit Grażyna Prokopek | 4 × 400 m váltó | 3:25,05  | 3.       | 4.       |             |             |             |          |          |          | 3:25,22       | 5.            |

| Versenyző          | Versenyszám   | Selejtező | Selejtező | Döntő    | Döntő    |
| Versenyző          | Versenyszám   | Eredmény  | Helyezés  | Eredmény | Helyezés |
| ------------------ | ------------- | --------- | --------- | -------- | -------- |
| Monika Pyrek       | Rúdugrás      | 445 cm    | 1.        | 455 cm   | 4.       |
| Anna Rogowska      | Rúdugrás      | 445 cm    | 3.        | 470 cm   |          |
| Lilianna Zagacka   | Hármasugrás   | 14,55 m   | 5.        | 13,59 m  | 29.      |
| Krystyna Danilczyk | Súlylökés     | 18,61 m   | 6.        | 18,64 m  | 6.       |
| Wioletta Potępa    | Diszkoszvetés | 60,50 m   | 16.       | kiesett  | kiesett  |
| Joanna Wiśniewska  | Diszkoszvetés | 61,48 m   | 11.       | 60,74 m  | 10.      |
| Kamila Skolimowska | Kalapácsvetés | 68,66 m   | 10.       | 72,57 m  | 5.       |
| Barbara Madejczyk  | Gerelyhajítás | 61,18 m   | 9.        | 58,22 m  | 12.      |

| Versenyző             | Versenyszám | 100 m gát | 100 m gát | Magasugrás | Magasugrás | Súlylökés | Súlylökés | 200 m | 200 m | Távolugrás | Távolugrás | Gerelyhajítás | Gerelyhajítás | 800 m   | 800 m | Végeredmény | Végeredmény |
| Versenyző             | Versenyszám | Idő       | Pont      | Eredmény   | Pont       | Eredmény  | Pont      | Idő   | Pont  | Eredmény   | Pont       | Eredmény      | Pont          | Idő     | Pont  | Pont        | Helyezés    |
| --------------------- | ----------- | --------- | --------- | ---------- | ---------- | --------- | --------- | ----- | ----- | ---------- | ---------- | ------------- | ------------- | ------- | ----- | ----------- | ----------- |
| Magdalena Szczepańska | Hétpróba    | 14,41     | 921       | 176 cm     | 928        | 13,79 m   | 780       | 25,29 | 860   | 598 cm     | 843        | 44,80 m       | 760           | 2:13,08 | 920   | 6012        | 21.         |

* - egy másik versenyzővel azonos időt/eredményt ért el

** - három másik versenyzővel azonos eredményt ért el

## Birkózás

### Férfi
Kötöttfogású
| Versenyző            | Versenyszám | Csoportkör                                                                                                  | Csoportkör | Negyeddöntő       | Elődöntő          | Bronz- mérkőzés   | Döntő             | Helyezés |
| Versenyző            | Versenyszám | Ellenfél Eredmény                                                                                           | Hely.      | Ellenfél Eredmény | Ellenfél Eredmény | Ellenfél Eredmény | Ellenfél Eredmény | Helyezés |
| -------------------- | ----------- | --- | ---------- | ----------------- | ----------------- | ----------------- | ----------------- | -------- |
| Dariusz Jabłoński    | 55 kg       | F csoport · Gajdar Mamedalijev (RUS) · 0-3 · Mukesz Khatri (IND) · 3-0                                      | 2.         | kiesett           | kiesett           | kiesett           | kiesett           | 15.      |
| Włodzimierz Zawadzki | 60 kg       | A csoport · Csong Dzsihjon (KOR) · 2-10 · Vitaliy Rəhimov (AZE) · 2-4                                       | 3.         | kiesett           | kiesett           | kiesett           | kiesett           | 16.      |
| Ryszard Wolny        | 66 kg       | C csoport · Fərid Mənsurov (AZE) · 2-6 · Juan Luis Marén (CUB) · 0-3                                        | 3.         | kiesett           | kiesett           | kiesett           | kiesett           | 17.      |
| Radosław Truszkowski | 74 kg       | A csoport · Filiberto Azcuy (CUB) · 0-6 · Cshö Dokhun (KOR) · 1-6                                           | 3.         | kiesett           | kiesett           | kiesett           | kiesett           | 18.      |
| Marek Sitnik         | 96 kg       | G csoport · Karam Gáber Ibráhím (EGY) · 0-6 · Jeórjiosz Kuciúmbasz (GRE) · 2-3 · Aszet Mambetov (KAZ) · 3-0 | 3.         | kiesett           | kiesett           | kiesett           | kiesett           | 10.      |
| Marek Mikulski       | 120 kg      | F csoport · Mindaugas Mizgaitis (LTU) · 0-3 · Szergej Murejko (BUL) · 0-3 · Rulon Gardner (USA) · 0-3       | 4.         | kiesett           | kiesett           | kiesett           | kiesett           | 20.      |

Szabadfogású
| Versenyző            | Versenyszám | Csoportkör                                                                   | Csoportkör | Negyeddöntő       | Elődöntő                         | Bronz- mérkőzés          | Döntő             | Helyezés |
| Versenyző            | Versenyszám | Ellenfél Eredmény                                                            | Hely.      | Ellenfél Eredmény | Ellenfél Eredmény                | Ellenfél Eredmény        | Ellenfél Eredmény | Helyezés |
| -------------------- | ----------- | ---------------------------------------------------------------------------- | ---------- | ----------------- | -------------------------------- | ------------------------ | ----------------- | -------- |
| Krystian Brzozowski  | 74 kg       | G csoport · Nikolaj Paszlar (BUL) · 3-3 PP · Szihamir Oszmanov (MKD) · 4-0   | 1.         |                   | Buvajszar Szajtyijev (RUS) · 0-8 | Iván Fundora (CUB) · 1-3 |                   | 4.       |
| Bartłomiej Bartnicki | 96 kg       | G csoport · Daniel Cormier (USA) · 1-10 · Radovan Valach (AUT) · 4-1         | 2.         | kiesett           | kiesett                          | kiesett                  | kiesett           | 11.      |
| Marek Garmulewicz    | 120 kg      | A csoport · Artur Taymazov (UZB) · 0-10 · Pálvinder Szingh Csíma (IND) · 6-4 | 2.         | kiesett           | kiesett                          | kiesett                  | kiesett           | 11.      |

PP - döntő fölény

## Cselgáncs
Férfi
| Versenyző             | Versenyszám | Selejtező         | 32-es főtábla                         | Nyolcaddöntő                        | Negyeddöntő                     | Elődöntő                        | Vigaszág első kör               | Vigaszág negyeddöntő | Vigaszág elődöntő | Bronz- mérkőzés                | Döntő             | Helyezés    |
| Versenyző             | Versenyszám | Ellenfél Eredmény | Ellenfél Eredmény                     | Ellenfél Eredmény                   | Ellenfél Eredmény               | Ellenfél Eredmény               | Ellenfél Eredmény               | Ellenfél Eredmény    | Ellenfél Eredmény | Ellenfél Eredmény              | Ellenfél Eredmény | Helyezés    |
| --------------------- | ----------- | ----------------- | ------------------------------------- | ----------------------------------- | ------------------------------- | ------------------------------- | ------------------------------- | -------------------- | ----------------- | ------------------------------ | ----------------- | ----------- |
| Krzysztof Wiłkomirski | Könnyűsúly  |                   | Andrew Collett (AUS) · 1001-0001      | Leandro Guilheiro (BRA) · 0011-0110 | kiesett                         | kiesett                         |                                 |                      |                   |                                |                   | helyezetlen |
| Robert Krawczyk       | Váltósúly   |                   | Mohammed Ben Száleh (LBA) · 1101-0000 | Richard Hawn (USA) · 1000-0000      | Mehman Əzizov (AZE) · 1001-0000 | Roman Hontyuk (UKR) · 0013-1011 |                                 |                      |                   | Flávio Canto (BRA) · 0011-0110 |                   | 5.          |
| Przemysław Matyjaszek | Középsúly   |                   | Hvang Hithe (KOR) · 0000-1000         |                                     |                                 |                                 | Mark Huizinga (NED) · 0001-0021 | kiesett              | kiesett           | kiesett                        |                   | helyezetlen |
| Grzegorz Eitel        | Nehézsúly   |                   | Pan Szung (CHN) · 0000-1001           | kiesett                             | kiesett                         | kiesett                         |                                 |                      |                   |                                |                   | helyezetlen |

Női
| Versenyző      | Versenyszám | Selejtező                          | Nyolcaddöntő                       | Negyeddöntő                     | Elődöntő          | Vigaszág első kör | Vigaszág negyeddöntő               | Vigaszág elődöntő                    | Bronz- mérkőzés   | Döntő             | Helyezés    |
| Versenyző      | Versenyszám | Ellenfél Eredmény                  | Ellenfél Eredmény                  | Ellenfél Eredmény               | Ellenfél Eredmény | Ellenfél Eredmény | Ellenfél Eredmény                  | Ellenfél Eredmény                    | Ellenfél Eredmény | Ellenfél Eredmény | Helyezés    |
| -------------- | ----------- | ---------------------------------- | ---------------------------------- | ------------------------------- | ----------------- | ----------------- | ---------------------------------- | ------------------------------------ | ----------------- | ----------------- | ----------- |
| Anna Krajewska | Légsúly     |                                    | Ljubov Bruletova (RUS) · 1000-0000 | Alina Dumitru (ROU) · 0000-1000 |                   |                   | Tatyjana Siskina (KAZ) · 1000-0100 | María Karajanopúlu (GRE) · 0000-1001 | kiesett           |                   | 7.          |
| Adriana Dadci  | Középsúly   | Andrea Pažoutová (CZE) · 0102-1111 | kiesett                            | kiesett                         | kiesett           |                   |                                    |                                      |                   |                   | helyezetlen |

## Evezés
Férfi
| Versenyző | Versenyszám              | Előfutam | Előfutam | Vigaszág | Vigaszág | Elődöntő | Elődöntő | Elődöntő | Döntő   | Döntő   | Döntő   | Helyezés    |
| Versenyző | Versenyszám              | Idő      | Hely.    | Idő      | Hely.    | Típus    | Idő      | Hely.    | Típus   | Idő     | Hely.   | Helyezés    |
| --- | ------------------------ | -------- | -------- | -------- | -------- | -------- | -------- | -------- | ------- | ------- | ------- | ----------- |
| Michał Jeliński Adam Wojciechowski | Kétpárevezős             | 7:00,98  | 4.       | 6:17,51  | 4.       | kiesett  | kiesett  | kiesett  | kiesett | kiesett | kiesett | helyezetlen |
| Tomasz Kucharski Robert Sycz | Könnyűsúlyú kétpárevezős | 6:21,45  | 2.       | 6:20,90  | 1.       | A/B      | 6:14,91  | 1.       | A       | 6:20,93 | 1.      |             |
| Adam Bronikowski Marek Kolbowicz Sławomir Kruszkowski Adam Korol                                                                                              | Négypárevezős            | 5:41,98  | 1.       |          |          | A/B      | 5:42,63  | 1.       | A       | 5:58,94 | 4.      | 4.          |
| Jarosław Godek Mariusz Daniszewski Artur Rozalski Rafał Smoliński                                                                                             | Kormányos nélküli négyes | 6:30,72  | 2.       |          |          | A/B      | 5:53,32  | 3.       | A       | 6:22,43 | 6.      | 6.          |
| Piotr Buchalski Rafał Hejmej Dariusz Nowak Mikołaj Burda Wojciech Gutorski Sebastian Kosiorek Michal Stawowski Daniel Trojanowski Bogdan Zalewski (kormányos) | Nyolcas                  | 5:30,08  | 5.       | 5:36,75  | 4.       |          |          |          | B       | 5:50,68 | 2.      | 8.          |

Női
| Versenyző                           | Versenyszám              | Előfutam | Előfutam | Vigaszág | Vigaszág | Elődöntő | Elődöntő | Elődöntő | Döntő | Döntő   | Döntő | Helyezés |
| Versenyző                           | Versenyszám              | Idő      | Hely.    | Idő      | Hely.    | Típus    | Idő      | Hely.    | Típus | Idő     | Hely. | Helyezés |
| ----------------------------------- | ------------------------ | -------- | -------- | -------- | -------- | -------- | -------- | -------- | ----- | ------- | ----- | -------- |
| Magdalena Kemnitz Ilona Mokronowska | Könnyűsúlyú kétpárevezős | 6:51,46  | 2.       | 6:53,74  | 1.       | A/B      | 6:54,49  | 2.       | A     | 7:04,48 | 6.    | 6.       |

## Íjászat
Férfi
| Versenyző  | Versenyszám | Selejtező | Selejtező | 64-es főtábla                        | 32-es főtábla     | Nyolcaddöntő      | Negyeddöntő       | Elődöntő          | Döntő             | Helyezés |
| Versenyző  | Versenyszám | Pont      | Kiemelt   | Ellenfél Eredmény                    | Ellenfél Eredmény | Ellenfél Eredmény | Ellenfél Eredmény | Ellenfél Eredmény | Ellenfél Eredmény | Helyezés |
| ---------- | ----------- | --------- | --------- | ------------------------------------ | ----------------- | ----------------- | ----------------- | ----------------- | ----------------- | -------- |
| Jacek Proć | Egyéni      | 657       | 23.       | Javor Hrisztov (BUL) (42.) · 132-133 | kiesett           | kiesett           | kiesett           | kiesett           | kiesett           | 55.      |

Női
| Versenyző                                                 | Versenyszám | Selejtező | Selejtező | 64-es főtábla                                    | 32-es főtábla                                  | Nyolcaddöntő                                                                             | Negyeddöntő       | Elődöntő          | Döntő             | Helyezés |
| Versenyző                                                 | Versenyszám | Pont      | Kiemelt   | Ellenfél Eredmény                                | Ellenfél Eredmény                              | Ellenfél Eredmény                                                                        | Ellenfél Eredmény | Ellenfél Eredmény | Ellenfél Eredmény | Helyezés |
| --------------------------------------------------------- | ----------- | --------- | --------- | ------------------------------------------------ | ---------------------------------------------- | ---------------------------------------------------------------------------------------- | ----------------- | ----------------- | ----------------- | -------- |
| Iwona Marcinkiewicz                                       | Egyéni      | 628       | 28.       | Kavaszaki Jukari (JPN) (37.) · 119-106           | Csang Csüan-csüan (CHN) (5.) · 157-166         | kiesett                                                                                  | kiesett           | kiesett           | kiesett           | 20.      |
| Justyna Mospinek                                          | Egyéni      | 657       | 7.        | Maydenia Sarduy (CUB) (58.) · 162-145            | Viktorija Beloszljudceva (KAZ) (26.) · 163-155 | Wu Hui-Ju (TPE) (10.) · 151-160                                                          | kiesett           | kiesett           | kiesett           | 14.      |
| Małgorzata Sobieraj                                       | Egyéni      | 628       | 27.       | Thin Thin Khaing (MYA) (38.) · 151 (+9)-151 (+7) | Yuan Shu-Chi (TPE) (6.) · 149-158              | kiesett                                                                                  | kiesett           | kiesett           | kiesett           | 29.      |
| Iwona Marcinkiewicz Justyna Mospinek Małgorzata Ćwienczek | Csapat      | 1913      | 4.        |                                                  |                                                | Franciaország (FRA) · Alexandra Fouace · Bérengère Schuh · Aurore Trayan (13.) · 224-226 | kiesett           | kiesett           | kiesett           | 15.      |

## Kajak-kenu

### Síkvízi
Férfi
| Versenyző                                                            | Versenyszám         | Előfutam | Előfutam | Előfutam | Elődöntő | Elődöntő | Elődöntő | Döntő    | Döntő    |
| Versenyző                                                            | Versenyszám         | Idő      | Hely.    | Össz.    | Idő      | Hely.    | Össz.    | Idő      | Helyezés |
| -------------------------------------------------------------------- | ------------------- | -------- | -------- | -------- | -------- | -------- | -------- | -------- | -------- |
| Paweł Baumann                                                        | Kajak egyes 500 m   | 1:42,581 | 4.       | 25.      | 1:43,125 | 9.       | 23.      | kiesett  | kiesett  |
| Marek Twardowski Adam Wysocki                                        | Kajak kettes 500 m  | 1:29,069 | 1. D     | 3.       |          |          |          | 1:28,048 | 4.       |
| Adam Seroczyński                                                     | Kajak egyes 1000 m  | 3:28,464 | 3.       | 6.       | 3:30,201 | 4.       | 7.       | kiesett  | kiesett  |
| Tomasz Mendelski Rafał Głażewski Adam Seroczyński Dariusz Białkowski | Kajak négyes 1000 m | 2:55,240 | 3.D      | 7.       |          |          |          | 3:03,562 | 8.       |
| Paweł Baraszkiewicz Daniel Jędraszko                                 | Kenu kettes 500 m   | 1:40,524 | 3. D     | 6.       |          |          |          | 1:42,046 | 9.       |
| Michał Śliwiński Łukasz Woszczyński                                  | Kenu kettes 1000 m  | 3:30,607 | 3.D      | 4.       |          |          |          | 3:44,388 | 5.       |

Női
| Versenyző                                                              | Versenyszám        | Előfutam | Előfutam | Előfutam | Elődöntő | Elődöntő | Elődöntő | Döntő    | Döntő    |
| Versenyző                                                              | Versenyszám        | Idő      | Hely.    | Össz.    | Idő      | Hely.    | Össz.    | Idő      | Helyezés |
| ---------------------------------------------------------------------- | ------------------ | -------- | -------- | -------- | -------- | -------- | -------- | -------- | -------- |
| Aneta Konieczna                                                        | Kajak egyes 500 m  | 1:53,840 | 2.       | 7.       | kizárták | kizárták | kizárták | kiesett  | kiesett  |
| Aneta Konieczna Beata Sokołowska                                       | Kajak kettes 500 m | 1:41,164 | 3. D     | 4.       |          |          |          | 1:40,077 |          |
| Karolina Sadalska Joanna Skowroń Małgorzata Czajczyńska Aneta Michalak | Kajak négyes 500 m | 1:31,949 | 1. D     | 2.       |          |          |          | 1:36,376 | 4.       |

### Szlalom
Férfi
| Versenyző                   | Versenyszám | Selejtező | Selejtező | Selejtező | Selejtező | Selejtező  | Selejtező  | Elődöntő | Elődöntő | Döntő   | Döntő   | Összesítés | Összesítés |
| Versenyző                   | Versenyszám | 1. futam  | 1. futam  | 2. futam  | 2. futam  | Összesítés | Összesítés | Elődöntő | Elődöntő | Döntő   | Döntő   | Összesítés | Összesítés |
| Versenyző                   | Versenyszám | Pont      | Hely.     | Pont      | Hely.     | Pont       | Hely.      | Pont     | Hely.    | Pont    | Hely.   | Pont       | Helyezés   |
| --------------------------- | ----------- | --------- | --------- | --------- | --------- | ---------- | ---------- | -------- | -------- | ------- | ------- | ---------- | ---------- |
| Grzegorz Polaczyk           | Kajak egyes | 97,97     | 11.       | 97,49     | 11.       | 195,46     | 12.        | 94,74    | 4.       | 101,83  | 8.      | 196,57     | 7.         |
| Krzysztof Supowicz          | Kenu egyes  | 107,26    | 12.       | 109,94    | 12.       | 217,20     | 13.        | kiesett  | kiesett  | kiesett | kiesett | kiesett    | kiesett    |
| Mariusz Wieczorek           | Kenu egyes  | 103,14    | 5.        | 98,66     | 2.        | 201,80     | 3.         | 101,30   | 10.      | kiesett | kiesett | kiesett    | kiesett    |
| Marcin Pochwała Paweł Sarna | Kenu kettes | 113,86    | 7.        | 112,79    | 7.        | 226,65     | 7.         | 119,78   | 10.      | kiesett | kiesett | kiesett    | kiesett    |

Női
| Versenyző         | Versenyszám | Selejtező | Selejtező | Selejtező | Selejtező | Selejtező  | Selejtező  | Elődöntő | Elődöntő | Döntő   | Döntő   | Összesítés | Összesítés |
| Versenyző         | Versenyszám | 1. futam  | 1. futam  | 2. futam  | 2. futam  | Összesítés | Összesítés | Elődöntő | Elődöntő | Döntő   | Döntő   | Összesítés | Összesítés |
| Versenyző         | Versenyszám | Pont      | Hely.     | Pont      | Hely.     | Pont       | Hely.      | Pont     | Hely.    | Pont    | Hely.   | Pont       | Helyezés   |
| ----------------- | ----------- | --------- | --------- | --------- | --------- | ---------- | ---------- | -------- | -------- | ------- | ------- | ---------- | ---------- |
| Agnieszka Stanuch | Kajak egyes | 118,57    | 13.       | 115,32    | 13.       | 233,89     | 14.        | 120,73   | 13.      | kiesett | kiesett | kiesett    | kiesett    |

## Kerékpározás

### Hegyi-kerékpározás
| Versenyző          | Versenyszám        | Idő              | Helyezés      |
| ------------------ | ------------------ | ---------------- | ------------- |
| Marek Galiński     | Férfi terepverseny | 2:22:14 (+7:12)  | 14.           |
| Marcin Karczyński  | Férfi terepverseny | 2:26:41 (+11:39) | 24.           |
| Magdalena Sadłecka | Női terepverseny   | nem ért célba    | nem ért célba |
| Anna Szafraniec    | Női terepverseny   | 2:07:44 (+10:53) | 11.           |
| Maja Włoszczowska  | Női terepverseny   | 2:02:08 (+5:17)  | 6.            |

### Országúti kerékpározás
Férfi
| Versenyző        | Versenyszám   | Idő                   | Helyezés      |
| ---------------- | ------------- | --------------------- | ------------- |
| Tomasz Brożyna   | Mezőnyverseny | 5:50:35 (+8:51)       | 56.           |
| Radosław Romanik | Mezőnyverseny | nem ért célba         | nem ért célba |
| Sylwester Szmyd  | Mezőnyverseny | nem ért célba         | nem ért célba |
| Dawid Krupa      | Mezőnyverseny | 6:00:25 (+18:41)      | 75.           |
| Dawid Krupa      | Időfutam      | 1:03:07,05 (+5:35,31) | 31.           |
| Sławomir Kohut   | Időfutam      | 1:06:19,29 (+8:47,55) | 37.           |
| Sławomir Kohut   | Mezőnyverseny | nem ért célba         | nem ért célba |

Női
| Versenyző          | Versenyszám   | Idő             | Helyezés |
| ------------------ | ------------- | --------------- | -------- |
| Bogumiła Matusiak  | Mezőnyverseny | 3:31:55 (+7:31) | 42.      |
| Małgorzata Wysocka | Mezőnyverseny | 3:25:42 (+1:18) | 27.      |

### Pálya-kerékpározás
Sprintversenyek
| Versenyző                                        | Versenyszám         | Selejtező | Selejtező | 1. forduló                 | Vigaszág                                        | Vigaszág | 2. forduló                | Vigaszág               | Vigaszág | 9–12. helyért          | 9–12. helyért | Negyeddöntő                       | 5–8. helyért                                                           | 5–8. helyért | Elődöntő             | Döntő                | Helyezés    |
| Versenyző                                        | Versenyszám         | Idő       | Hely.     | Ellenfél Győztes idő       | Ellenfelek Győztes idő                          | Hely.    | Ellenfél Győztes idő      | Ellenfelek Győztes idő | Hely.    | Ellenfelek Győztes idő | Hely.         | Ellenfél Győztes idő              | Ellenfelek Győztes idő                                                 | Hely.        | Ellenfél Győztes idő | Ellenfél Győztes idő | Helyezés    |
| ------------------------------------------------ | ------------------- | --------- | --------- | -------------------------- | ----------------------------------------------- | -------- | ------------------------- | ---------------------- | -------- | ---------------------- | ------------- | --------------------------------- | ---------------------------------------------------------------------- | ------------ | -------------------- | -------------------- | ----------- |
| Łukasz Kwiatkowski                               | Férfi egyéni sprint | 10,462    | 10.       | Sean Eadie (AUS) · 11,025  | Barry Forde (BAR) · Stefan Nimke (GER) · 10,731 | 2.       | kiesett                   | kiesett                | kiesett  | kiesett                | kiesett       | kiesett                           | kiesett                                                                | kiesett      | kiesett              | kiesett              | helyezetlen |
| Damian Zieliński                                 | Férfi egyéni sprint | 10,441    | 7.        | Teun Mulder (NED) · 10,833 |                                                 |          | Ross Edgar (GBR) · 10,848 |                        |          |                        |               | René Wolff (GER) · 10,556, 10,749 | Ross Edgar (GBR) · Barry Forde (BAR) · Mickael Bourgain (FRA) · 11,214 | 3.           |                      |                      | 7.          |
| Rafał Furman Łukasz Kwiatkowski Damian Zieliński | Férfi csapatsprint  | 45,093    | 9.        | kiesett                    |                                                 |          |                           |                        |          |                        |               |                                   |                                                                        |              |                      |                      | 9.          |

Időfutam
| Név              | Versenyszám           | Idő      | Helyezés |
| ---------------- | --------------------- | -------- | -------- |
| Grzegorz Krejner | Férfi egyéni időfutam | 1:03,923 | 14.      |

Keirin
| Versenyző          | Versenyszám  | 1. forduló | Vigaszág | 2. forduló | Döntő    | Helyezés |
| Versenyző          | Versenyszám  | Helyezés   | Helyezés | Helyezés   | Helyezés | Helyezés |
| ------------------ | ------------ | ---------- | -------- | ---------- | -------- | -------- |
| Łukasz Kwiatkowski | Férfi keirin | 4.         | 2.       | 5.         | 1.       | 7.       |

## Lovaglás
Díjugratás
| Versenyző       | Ló                 | Versenyszám | Selejtező | Selejtező | Selejtező | Selejtező | Selejtező | Selejtező | Selejtező | Selejtező | Döntő  | Döntő  | Döntő   | Döntő   | Végeredmény | Végeredmény |
| Versenyző       | Ló                 | Versenyszám | 1. kör    | 1. kör    | 2. kör    | 2. kör    | 2. kör    | 3. kör    | 3. kör    | 3. kör    | 1. kör | 1. kör | 2. kör  | 2. kör  | Végeredmény | Végeredmény |
| Versenyző       | Ló                 | Versenyszám | Bünt.     | Hely.     | Bünt.     | Össz.     | Hely.     | Bünt.     | Össz.     | Hely.     | Bünt.  | Hely.  | Bünt.   | Hely.   | Bünt.       | Helyezés    |
| --------------- | ------------------ | ----------- | --------- | --------- | --------- | --------- | --------- | --------- | --------- | --------- | ------ | ------ | ------- | ------- | ----------- | ----------- |
| Grzegorz Kubiak | Djane Des Fontenis | Egyéni      | 8         | 45.       | 12        | 20        | 44.       | 17        | 37        | 49.       | 24     | 42.    | kiesett | kiesett | kiesett     | kiesett     |

Lovastusa
| Versenyző                                | Ló                      | Versenyszám | Díjlovaglás | Díjlovaglás | Tereplovaglás | Tereplovaglás | Tereplovaglás | Díjugratás | Díjugratás | Díjugratás | Díjugratás | Végeredmény | Végeredmény |
| Versenyző                                | Ló                      | Versenyszám | Díjlovaglás | Díjlovaglás | Tereplovaglás | Tereplovaglás | Tereplovaglás | 1. kör     | 1. kör     | 2. kör     | 2. kör     | Végeredmény | Végeredmény |
| Versenyző                                | Ló                      | Versenyszám | Bünt.       | Hely.       | Bünt.         | Hely.         | Össz.         | Bünt.      | Hely.      | Bünt.      | Hely.      | Bünt.       | Helyezés    |
| ---------------------------------------- | ----------------------- | ----------- | ----------- | ----------- | ------------- | ------------- | ------------- | ---------- | ---------- | ---------- | ---------- | ----------- | ----------- |
| Kamil Rajnert                            | Marengo                 | Egyéni      | 50,8        | 30.         | 24,4          | 52.*          | 40.           | 12         | 39.        | kiesett    | kiesett    | 87,2        | 39.         |
| Andrzej Pasek                            | Dekalog                 | Egyéni      | 60,4        | 43.*        | 26,4          | 54.           | 51.*          | 28         | 61.        | kiesett    | kiesett    | 114,8       | 52.         |
| Paweł Spisak                             | Weriusz                 | Egyéni      | 67,0        | 62.         | 99,4          | 67.           | 68.           | 8          | 25.        | kiesett    | kiesett    | 174,4       | 65.         |
| Kamil Rajnert Andrzej Pasek Paweł Spisak | Marengo Dekalog Weriusz | Csapat      | 178,2       | 11.         | 150,2         | 13.           | 13.           | 48         | 12.        |            |            | 376,4       | 13.         |

* - egy másik versenyzővel azonos eredményt ért el

## Ökölvívás
| Versenyző        | Versenyszám  | Selejtező                        | Nyolcaddöntő                    | Negyeddöntő                | Elődöntő          | Döntő             | Helyezés |
| Versenyző        | Versenyszám  | Ellenfél Eredmény                | Ellenfél Eredmény               | Ellenfél Eredmény          | Ellenfél Eredmény | Ellenfél Eredmény | Helyezés |
| ---------------- | ------------ | -------------------------------- | ------------------------------- | -------------------------- | ----------------- | ----------------- | -------- |
| Andrzej Rżany    | Légsúly      | Bonyx Yusak Saweho (INA) · 25-19 | Hisám Meszbáhi (MAR) · 33-20    | Fuad Aslanov (AZE) · 23-24 | kiesett           | kiesett           | 5.       |
| Andrzej Liczik   | Harmatsúly   |                                  | Baxodirjon Sultonov (UZB) · RSC | kiesett                    | kiesett           | kiesett           | 9.       |
| Aleksy Kuziemski | Félnehézsúly | Bejbut Sumenov (KAZ) · 22-34     | kiesett                         | kiesett                    | kiesett           | kiesett           | 17.      |

RSC - a játékvezető megállította a mérkőzést

## Öttusa
| Versenyző           | Versenyszám | Lövészet | Lövészet | Lövészet | Vívás    | Vívás | Vívás | Úszás   | Úszás | Úszás | Lovaglás | Lovaglás | Lovaglás | Lovaglás | Futás    | Futás | Futás | Összesen    | Összesen |
| Versenyző           | Versenyszám | Pontszám | Pont     | Hely.    | Eredmény | Pont  | Hely. | Idő     | Pont  | Hely. | Idő      | Hibapont | Pont     | Hely.    | Idő      | Pont  | Hely. | Összes pont | Helyezés |
| ------------------- | ----------- | -------- | -------- | -------- | -------- | ----- | ----- | ------- | ----- | ----- | -------- | -------- | -------- | -------- | -------- | ----- | ----- | ----------- | -------- |
| Marcin Horbacz      | Férfi       | 181      | 1108     | 7.       | 18-13    | 888   | 6.*** | 2:04,43 | 1308  | 8.    | 0:00,00  | 1088     | 112      | 32.****  | 10:07,46 | 972   | 22.   | 4388        | 32.      |
| Andrzej Stefanek    | Férfi       | 172      | 1000     | 22.      | 16-15    | 832   | 11.** | 2:07,37 | 1272  | 14.   | 2:15,82  | 616      | 584      | 31.      | 10:03,35 | 988   | 18.   | 4676        | 30.      |
| Paulina Boenisz     | Női         | 180      | 1096     | 5.       | 13-18    | 748   | 22.** | 2:28,13 | 1144  | 25.   | 1:21,60  | 100      | 1100     | 17.      | 10:56,05 | 1096  | 3.    | 5184        | 10.      |
| Sylwia Czwojdzińska | Női         | 179      | 1084     | 6.       | 17-14    | 860   | 7.*** | 2:21,44 | 1224  | 14.   | 1:06,95  | 84       | 1116     | 16.      | 11:22,00 | 992   | 18.*  | 5276        | 6.       |

* - egy másik versenyzővel azonos időt ért el

** - három másik versenyzővel azonos eredményt ért el

*** - négy másik versenyzővel azonos eredményt ért el

**** - nem ért célba

## Röplabda

### Férfi
| #    | Név                 | Klub                             | Kor                              | Magasság |
| ---- | ------------------- | -------------------------------- | -------------------------------- | -------- |
| 1    | Andrzej Stelmach    | Skra Bełchatów                   | 1972. augusztus 15. (31 évesen)  | 200 cm   |
| 3    | Piotr Gruszka       | Tourcoing LM                     | 1977. március 8. (27 évesen)     | 206 cm   |
| 5    | Paweł Zagumny       | AZS UWM Olsztyn                  | 1977. október 18. (26 évesen)    | 200 cm   |
| 6    | Dawid Murek         | Panathinaikos Athens             | 1977. július 24. (27 évesen)     | 196 cm   |
| 8    | Krzysztof Ignaczak  | Skra Bełchatów                   | 1978. május 15. (26 évesen)      | 188 cm   |
| 11   | Łukasz Kadziewicz   | AZS Olsztyn                      | 1980. szeptember 20. (23 évesen) | 206 cm   |
| 12   | Radosław Rybak      | Ivett Jastrzębie Borynia         | 1973. március 25. (31 évesen)    | 195 cm   |
| 13   | Sebastian Świderski | RPA Perugia Volley               | 1977. június 26. (27 évesen)     | 193 cm   |
| 14   | Piotr Gabrych       | Ivett Jastrzębie Borynia         | 1972. július 5. (32 évesen)      | 197 cm   |
| 16   | Arkadiusz Gołaś     | Pamapol AZS Częstochowa          | 1981. május 10. (23 évesen)      | 201 cm   |
| 17   | Michał Bąkiewicz    | Skra Bełchatów                   | 1981. március 22. (23 évesen)    | 197 cm   |
| 18   | Robert Szczerbaniuk | Mostostal Azoty SSA Kędzierzyn K | 1977. május 29. (27 évesen)      | 199 cm   |
| Edző |                     |                                  |                                  |          |
|      | Stanisław Gościniak |                                  |                                  |          |

- Kor: 2004. augusztus 12-i kora

#### Eredmények
Csoportkör
A csoport
|                             |      | Mérkőzések | Mérkőzések | Szettek | Szettek | Szettek | Pontok | Pontok | Pontok |
| Csapat                      | Pont | Gy         | V          | Sz+     | Sz–     | SzA     | P+     | P–     | PA     |
| --------------------------- | ---- | ---------- | ---------- | ------- | ------- | ------- | ------ | ------ | ------ |
| Szerbia és Montenegró (SCG) | 9    | 4          | 1          | 12      | 6       | 2,000   | 427    | 398    | 1,073  |
| Görögország (GRE)           | 8    | 3          | 2          | 12      | 9       | 1,333   | 475    | 454    | 1,046  |
| Argentína (ARG)             | 8    | 3          | 2          | 12      | 9       | 1,333   | 471    | 457    | 1,031  |
| Lengyelország (POL)         | 8    | 3          | 2          | 10      | 9       | 1,111   | 422    | 419    | 1,007  |
| Franciaország (FRA)         | 7    | 2          | 3          | 8       | 10      | 0,800   | 405    | 394    | 1,028  |
| Tunézia (TUN)               | 5    | 0          | 5          | 4       | 15      | 0,267   | 373    | 451    | 0,827  |

| 2004. augusztus 15. 09:00 | Szerbia és Montenegró (SCG)       | 0–3 | Lengyelország (POL) | Béke és Barátság stadion, Pireusz Nézőszám: 2000 Játékvezető: Hóbor Béla (HUN), Luciano Gaspari (ITA) |
| 2004. augusztus 15. 09:00 | (21–25, 17–25, 16–25) Jegyzőkönyv |     |                     | Béke és Barátság stadion, Pireusz Nézőszám: 2000 Játékvezető: Hóbor Béla (HUN), Luciano Gaspari (ITA) |

| 2004. augusztus 17. 19:30 | Görögország (GRE)                        | 3–1 | Lengyelország (POL) | Béke és Barátság stadion, Pireusz Nézőszám: 8600 Játékvezető: Luciano Gaspari (ITA), Jarmo Salonen (FIN) |
| 2004. augusztus 17. 19:30 | (21–25, 25–18, 25–21, 25–20) Jegyzőkönyv |     |                     | Béke és Barátság stadion, Pireusz Nézőszám: 8600 Játékvezető: Luciano Gaspari (ITA), Jarmo Salonen (FIN) |

| 2004. augusztus 19. 14:00 | Lengyelország (POL)               | 0–3 | Franciaország (FRA) | Béke és Barátság stadion, Pireusz Nézőszám: 5230 Játékvezető: Jarmo Salonen (FIN), Luciano Gaspari (ITA) |
| 2004. augusztus 19. 14:00 | (15–25, 18–25, 17–25) Jegyzőkönyv |     |                     | Béke és Barátság stadion, Pireusz Nézőszám: 5230 Játékvezető: Jarmo Salonen (FIN), Luciano Gaspari (ITA) |

| 2004. augusztus 21. 14:00 | Tunézia (TUN)                            | 1–3 | Lengyelország (POL) | Béke és Barátság stadion, Pireusz Nézőszám: 4600 Játékvezető: Patricia Salvatore (USA), Ibrahim Al-Naama (QAT) |
| 2004. augusztus 21. 14:00 | (18–25, 25–23, 19–25, 23–25) Jegyzőkönyv |     |                     | Béke és Barátság stadion, Pireusz Nézőszám: 4600 Játékvezető: Patricia Salvatore (USA), Ibrahim Al-Naama (QAT) |

| 2004. augusztus 23. 16:00 | Lengyelország (POL)                             | 3–2 | Argentína (ARG) | Béke és Barátság stadion, Pireusz Nézőszám: 6295 Játékvezető: Kun-Tae Kim (KOR), Hiroyuki Ito (JPN) |
| 2004. augusztus 23. 16:00 | (25–19, 25–22, 23–25, 22–25, 20–18) Jegyzőkönyv |     |                 | Béke és Barátság stadion, Pireusz Nézőszám: 6295 Játékvezető: Kun-Tae Kim (KOR), Hiroyuki Ito (JPN) |

Negyeddöntő
| 2004. augusztus 25. 22:25 | Lengyelország (POL)               | 0–3 | Brazília (BRA) | Béke és Barátság stadion, Pireusz Nézőszám: 4150 Játékvezető: Ning Wang (CHN), Fernando Nava (MEX) |
| 2004. augusztus 25. 22:25 | (22–25, 25–27, 18–25) Jegyzőkönyv |     |                | Béke és Barátság stadion, Pireusz Nézőszám: 4150 Játékvezető: Ning Wang (CHN), Fernando Nava (MEX) |

| Csapat              | Helyezés |
| ------------------- | -------- |
| Lengyelország (POL) | 5.       |

## Sportlövészet
Férfi
| Versenyző       | Versenyszám    | Selejtező | Selejtező | Döntő   | Döntő    |
| Versenyző       | Versenyszám    | Pont      | Helyezés  | Pont    | Helyezés |
| --------------- | -------------- | --------- | --------- | ------- | -------- |
| Wojciech Knapik | Légpisztoly    | 580       | 11.*      | kiesett | kiesett  |
| Wojciech Knapik | Szabadpisztoly | 536       | 39.       | kiesett | kiesett  |
| Andrzej Głyda   | Skeet          | 119       | 21.****   | kiesett | kiesett  |

Női
| Versenyző             | Versenyszám           | Selejtező | Selejtező | Döntő   | Döntő    |
| Versenyző             | Versenyszám           | Pont      | Helyezés  | Pont    | Helyezés |
| --------------------- | --------------------- | --------- | --------- | ------- | -------- |
| Agnieszka Staroń      | Légpuska              | 394       | 14.***    | kiesett | kiesett  |
| Renata Mauer-Różańska | Légpuska              | 396       | 9.**      | kiesett | kiesett  |
| Renata Mauer-Różańska | Sportpuska, összetett | 573       | 17.*      | kiesett | kiesett  |
| Sylwia Bogacka        | Sportpuska, összetett | 573       | 17.*      | kiesett | kiesett  |

* - egy másik versenyzővel azonos eredményt ért el

** - két másik versenyzővel azonos eredményt ért el

*** - öt másik versenyzővel azonos eredményt ért el

**** - hét másik versenyzővel azonos eredményt ért el

## Súlyemelés
Férfi
| Versenyző          | Versenyszám | Szakítás                 | Szakítás                 | Lökés                    | Lökés                    | Összesen | Helyezés |
| Versenyző          | Versenyszám | Eredmény                 | Helyezés                 | Eredmény                 | Helyezés                 | Összesen | Helyezés |
| ------------------ | ----------- | ------------------------ | ------------------------ | ------------------------ | ------------------------ | -------- | -------- |
| Krzysztof Szramiak | 77 kg       | 160,0                    | 6.***                    | érvényes kísérlet nélkül | érvényes kísérlet nélkül | kiesett  | kiesett  |
| Tadeusz Drzazga    | 94 kg       | 170,0                    | 12.*                     | 200,0                    | 14.                      | 370,0    | 13.      |
| Robert Dołęga      | 105 kg      | érvényes kísérlet nélkül | érvényes kísérlet nélkül | kiesett                  | kiesett                  | kiesett  | kiesett  |
| Grzegorz Kleszcz   | +105 kg     | 190,0                    | 9.*                      | 225,0                    | 9.*                      | 415,0    | 10.      |
| Paweł Najdek       | +105 kg     | 190,0                    | 9.*                      | 240,0                    | 4.**                     | 430,0    | 6.       |

Női
| Versenyző             | Versenyszám | Szakítás | Szakítás | Lökés    | Lökés    | Összesen | Helyezés |
| Versenyző             | Versenyszám | Eredmény | Helyezés | Eredmény | Helyezés | Összesen | Helyezés |
| --------------------- | ----------- | -------- | -------- | -------- | -------- | -------- | -------- |
| Aleksandra Klejnowska | 58 kg       | 97,5     | 5.       | 122,5    | 5.*      | 220,0    | 5.       |
| Agata Wróbel          | +75 kg      | 130,0    | 1.**     | 160,0    | 3.       | 290,0    |          |

* - egy másik versenyzővel azonos eredményt ért el

** - két másik versenyzővel azonos eredményt ért el

*** - négy másik versenyzővel azonos eredményt ért el

## Taekwondo
Női
| Versenyző           | Versenyszám | Nyolcaddöntő             | Negyeddöntő       | Elődöntő          | Vigaszág első kör | Vigaszág elődöntő | Bronz- mérkőzés   | Döntő             | Helyezés |
| Versenyző           | Versenyszám | Ellenfél Eredmény        | Ellenfél Eredmény | Ellenfél Eredmény | Ellenfél Eredmény | Ellenfél Eredmény | Ellenfél Eredmény | Ellenfél Eredmény | Helyezés |
| ------------------- | ----------- | ------------------------ | ----------------- | ----------------- | ----------------- | ----------------- | ----------------- | ----------------- | -------- |
| Aleksandra Uścińska | Pehelysúly  | Sonia Reyes (ESP) · 2-11 | kiesett           | kiesett           |                   |                   |                   |                   | 11.      |

## Tenisz
Férfi
| Versenyző                            | Versenyszám | 32-es főtábla                                         | Nyolcaddöntő      | Negyeddöntő       | Elődöntő          | Bronz- mérkőzés   | Döntő             | Helyezés |
| Versenyző                            | Versenyszám | Ellenfél Eredmény                                     | Ellenfél Eredmény | Ellenfél Eredmény | Ellenfél Eredmény | Ellenfél Eredmény | Ellenfél Eredmény | Helyezés |
| ------------------------------------ | ----------- | ----------------------------------------------------- | ----------------- | ----------------- | ----------------- | ----------------- | ----------------- | -------- |
| Mariusz Fyrstenberg Marcin Matkowski | Páros       | Svájc (SUI) · Yves Allegro · Roger Federer · 3-6, 2-6 | kiesett           | kiesett           | kiesett           | kiesett           | kiesett           | 17.      |

## Tollaslabda
| Versenyző                      | Versenyszám | 32-es főtábla                                                          | Nyolcaddöntő                                            | Negyeddöntő       | Elődöntő          | Bronz- mérkőzés   | Döntő             | Helyezés |
| Versenyző                      | Versenyszám | Ellenfél Eredmény                                                      | Ellenfél Eredmény                                       | Ellenfél Eredmény | Ellenfél Eredmény | Ellenfél Eredmény | Ellenfél Eredmény | Helyezés |
| ------------------------------ | ----------- | ---------------------------------------------------------------------- | ------------------------------------------------------- | ----------------- | ----------------- | ----------------- | ----------------- | -------- |
| Przemysław Wacha               | Férfi egyes | Wong Choong Hann (MAS) · 1-15, 5-15                                    | kiesett                                                 | kiesett           | kiesett           | kiesett           | kiesett           | 17.      |
| Michał Łogosz Robert Mateusiak | Férfi páros | Indonézia (INA) · Sigit Budiarto · Trikus Haryanto · 15-11, 3-15, 15-8 | Dél-Korea (KOR) · Kim Dongmun · Ha Thekvon · 9-15, 2-15 | kiesett           | kiesett           | kiesett           | kiesett           | 9.       |

## Torna

### Ritmikus gimnasztika
| Versenyző | Versenyszám | Selejtező | Selejtező | Selejtező           | Selejtező           | Selejtező | Selejtező | Döntő   | Döntő   | Döntő               | Döntő               | Döntő    | Döntő    | Helyezés |
| Versenyző | Versenyszám | 5 kötél   | 5 kötél   | 3 karika és 2 labda | 3 karika és 2 labda | Összesen  | Összesen  | 5 kötél | 5 kötél | 3 karika és 2 labda | 3 karika és 2 labda | Összesen | Összesen | Helyezés |
| Versenyző | Versenyszám | Pont      | Hely.     | Pont                | Hely.               | Pont      | Hely.     | Pont    | Hely.   | Pont                | Hely.               | Pont     | Hely.    | Helyezés |
| --- | ----------- | --------- | --------- | ------------------- | ------------------- | --------- | --------- | ------- | ------- | ------------------- | ------------------- | -------- | -------- | -------- |
| Justyna Banasiak Martyna Dąbkowska Małgorzata Ławrynowicz Anna Mrozińska Alexandra Wójcik Alexandra Zawistowska | Csapat      | 20,725    | 9.        | 21,050              | 10.                 | 41,775    | 10.       | kiesett | kiesett | kiesett             | kiesett             | kiesett  | kiesett  | 10.      |

## Úszás
Férfi
| Versenyző           | Versenyszám    | Előfutam | Előfutam | Előfutam | Elődöntő | Elődöntő | Elődöntő | Döntő   | Döntő    |
| Versenyző           | Versenyszám    | Idő      | Hely.    | Össz.    | Idő      | Hely.    | Össz.    | Idő     | Helyezés |
| ------------------- | -------------- | -------- | -------- | -------- | -------- | -------- | -------- | ------- | -------- |
| Bartosz Kizierowski | 50 m gyors     | 22,26    | 1.       | 3.*      | 22,22    | 6.       | 9.       | kiesett | kiesett  |
| Lukasz Drzewinski   | 200 m gyors    | 1:51,90  | 6.       | 30.      | kiesett  | kiesett  | kiesett  | kiesett | kiesett  |
| Lukasz Drzewinski   | 400 m gyors    | 3:50,97  | 4.       | 14.      |          |          |          | kiesett | kiesett  |
| Przemysław Stańczyk | 400 m gyors    | 3:49,22  | 4.       | 9.       |          |          |          | kiesett | kiesett  |
| Paweł Korzeniowski  | 1500 m gyors   | 15:11,62 | 5.       | 9.       |          |          |          | kiesett | kiesett  |
| Paweł Korzeniowski  | 200 m pillangó | 1:57,45  | 2.       | 3.       | 1:56,40  | 1.       | 3.       | 1:56,00 | 4.       |
| Adam Mania          | 100 m hát      | 56,20    | 7.       | 23.      | kiesett  | kiesett  | kiesett  | kiesett | kiesett  |
| Adam Mania          | 200 m hát      | 2:03,73  | 6.       | 27.      | kiesett  | kiesett  | kiesett  | kiesett | kiesett  |

Női
| Versenyző          | Versenyszám    | Előfutam | Előfutam | Előfutam | Elődöntő | Elődöntő | Elődöntő | Döntő   | Döntő    |
| Versenyző          | Versenyszám    | Idő      | Hely.    | Össz.    | Idő      | Hely.    | Össz.    | Idő     | Helyezés |
| ------------------ | -------------- | -------- | -------- | -------- | -------- | -------- | -------- | ------- | -------- |
| Paulina Barzycka   | 100 m gyors    | 56,20    | 6.       | 19.      | kiesett  | kiesett  | kiesett  | kiesett | kiesett  |
| Paulina Barzycka   | 200 m gyors    | 1:59,52  | 1.       | 3.       | 1:59,10  | 3.       | 5.       | 1:58,62 | 4.       |
| Otylia Jędrzejczak | 400 m gyors    | 4:07,11  | 1.       | 2.       |          |          |          | 4:05,84 |          |
| Otylia Jędrzejczak | 100 m pillangó | 57,84    | 1.       | 2.       | 58,10    | 1.       | 3.       | 57,84   |          |
| Otylia Jędrzejczak | 200 m pillangó | 2:09,64  | 1.       | 1.       | 2:08,84  | 1.       | 3.       | 2:06,05 |          |

* - egy másik versenyzővel azonos időt ért el

## Vitorlázás
Férfi
| Versenyző                       | Versenyszám     | Futam | Futam | Futam | Futam | Futam | Futam | Futam | Futam | Futam | Futam | Futam | Pontszám | Helyezés |
| Versenyző                       | Versenyszám     | 1     | 2     | 3     | 4     | 5     | 6     | 7     | 8     | 9     | 10    | 11    | Pontszám | Helyezés |
| ------------------------------- | --------------- | ----- | ----- | ----- | ----- | ----- | ----- | ----- | ----- | ----- | ----- | ----- | -------- | -------- |
| Przemysław Miarczyński          | Szörfvitorlázás | 6     | 1     | 1     | 15    | 10    | 6     | 9     | 16    | 2     | 7     | 20    | 73       | 5.       |
| Mateusz Kusznierewicz           | Finn dingi      | 3     | 1     | 6     | 4     | 11    | 26    | 17    | 1     | 7     | 2     | 1     | 53       |          |
| Tomasz Jakubiak Tomasz Stańczyk | 470-es osztály  | 24    | 11    | 25    | 2     | 13    | 25    | 7     | 14    | 22    | 18    | 21    | 157      | 21.      |

Női
| Versenyző       | Versenyszám     | Futam | Futam | Futam | Futam | Futam | Futam | Futam | Futam | Futam | Futam | Futam | Pontszám | Helyezés |
| Versenyző       | Versenyszám     | 1     | 2     | 3     | 4     | 5     | 6     | 7     | 8     | 9     | 10    | 11    | Pontszám | Helyezés |
| --------------- | --------------- | ----- | ----- | ----- | ----- | ----- | ----- | ----- | ----- | ----- | ----- | ----- | -------- | -------- |
| Zofia Klepacka  | Szörfvitorlázás | 8     | 2     | 16    | 7     | 6     | 15    | 20    | 19    | 20    | 4     | 16    | 113      | 12.      |
| Monika Bronicka | Europe          | 16    | 18    | 16    | 12    | 22    | 14    | 21    | 12    | 18    | 15    | 20    | 162      | 21.      |

Nyílt
| Versenyző                              | Versenyszám        | Futam    | Futam | Futam | Futam | Futam | Futam | Futam | Futam | Futam | Futam | Futam | Futam | Futam | Futam | Futam | Futam | Pontszám | Helyezés |
| Versenyző                              | Versenyszám        | 1        | 2     | 3     | 4     | 5     | 6     | 7     | 8     | 9     | 10    | 11    | 12    | 13    | 14    | 15    | 16    | Pontszám | Helyezés |
| -------------------------------------- | ------------------ | -------- | ----- | ----- | ----- | ----- | ----- | ----- | ----- | ----- | ----- | ----- | ----- | ----- | ----- | ----- | ----- | -------- | -------- |
| Maciej Grabowski                       | Laser              | 8        | 23    | 30    | 20    | 3     | 3     | 8     | 16    | 10    | 20    | 14    |       |       |       |       |       | 125      | 11.      |
| Marcin Czajkowski Krzysztof Kierkowski | Könnyű 49-es dingi | kizárták | 18    | 16    | 20    | 13    | 15    | 11    | 10    | 18    | 9     | 13    | 18    | 3     | 13    | 16    | 17    | 190      | 18.      |

## Vívás
Férfi
| Versenyző      | Versenyszám  | Selejtező         | 32-es főtábla              | Nyolcaddöntő               | Negyeddöntő       | Elődöntő          | Bronz- mérkőzés   | Döntő             | Helyezés |
| Versenyző      | Versenyszám  | Ellenfél Eredmény | Ellenfél Eredmény          | Ellenfél Eredmény          | Ellenfél Eredmény | Ellenfél Eredmény | Ellenfél Eredmény | Ellenfél Eredmény | Helyezés |
| -------------- | ------------ | ----------------- | -------------------------- | -------------------------- | ----------------- | ----------------- | ----------------- | ----------------- | -------- |
| Rafał Sznajder | Kard, egyéni |                   | Damien Touya (FRA) · 15-14 | Mihai Covaliu (ROU) · 9-15 | kiesett           | kiesett           | kiesett           | kiesett           | 14.      |

Női
| Versenyző        | Versenyszám  | 32-es főtábla     | Nyolcaddöntő                         | Negyeddöntő              | Elődöntő                        | Bronz- mérkőzés           | Döntő             | Helyezés |
| Versenyző        | Versenyszám  | Ellenfél Eredmény | Ellenfél Eredmény                    | Ellenfél Eredmény        | Ellenfél Eredmény               | Ellenfél Eredmény         | Ellenfél Eredmény | Helyezés |
| ---------------- | ------------ | ----------------- | ------------------------------------ | ------------------------ | ------------------------------- | ------------------------- | ----------------- | -------- |
| Sylwia Gruchała  | Tőr, egyéni  |                   | Simone Bauer (GER) · 15-9            | Laura Badea (ROU) · 15-7 | Valentina Vezzali (ITA) · 13-15 | Mohamed Aida (HUN) · 15-9 |                   |          |
| Aleksandra Socha | Kard, egyéni |                   | Catalina Gheorghitoaia (ROU) · 12-15 | kiesett                  | kiesett                         | kiesett                   | kiesett           | 11.      |